# Saurosuchus
Saurosuchus ('rèptil cocodril') és un gènere extint de rèptil arcosaure que pertany a l'ordre dels rauisuchia.